# Théâtre Séville
Pour les articles homonymes, voir Seville.
Le théâtre Séville est une salle de cinéma démolie autrefois située sur la rue Sainte-Catherine Ouest à Montréal, Québec (Canada). Le théâtre est construit en 1929, modifié en 1950 et continue de projeter des films jusqu'en 1985. Déclaré site historique par la ville en 1990, le bâtiment tombe en ruine et est finalement démoli en 2010.
Le théâtre Séville est érigé pour Benjamin Isaacs et est exploité par la chaîne de distribution cinématographique United Amusement Corporation de George Ganetakos. À ses débuts, le théâtre offre à la fois des représentations théâtrales et des projections cinématographiques. À la fin des années 1940, il accueille des spectacles de musique populaire, pour ensuite ne projeter que des films. En 1973, la chaîne de distribution Famous Players se départ du théâtre Séville qui devient alors un cinéma de répertoire jusqu'à ce qu'il ferme ses portes en 1985. 
Le théâtre est cité comme bâtiment patrimonial par la Ville de Montréal en 1990.  

## Architecture et décor

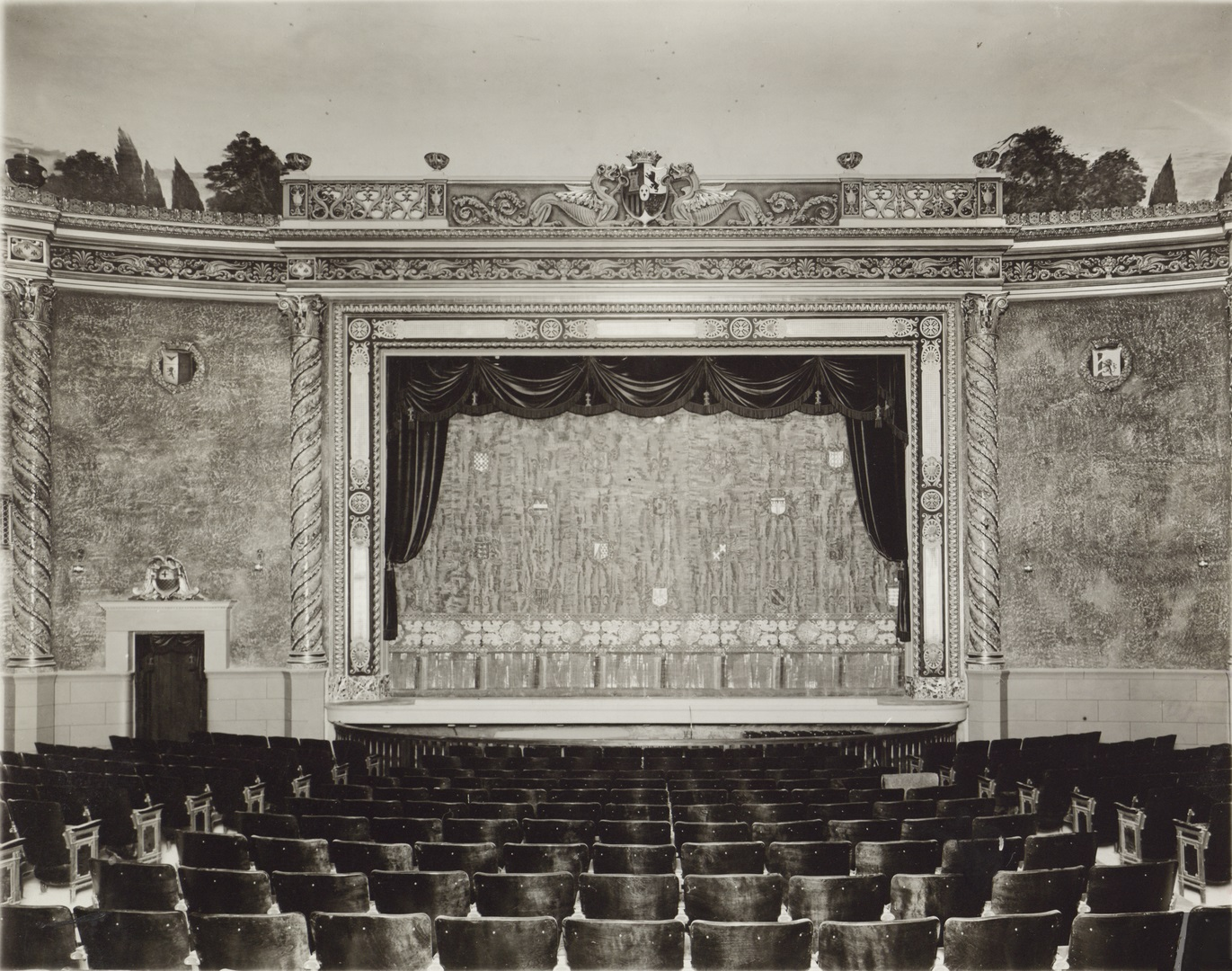
L'intérieur par Emmanuel Briffa, 1939.

L'architecte du théâtre est Joseph-Cajetan Dufort, qui a déjà collaboré avec Louis-Joseph Décary sur la conception du Théâtre Corona.
À l'origine, le Séville possède, avec les cinémas Monkland et Granada, l'une des trois salles de style « atmosphérique » (en) de Montréal. Ce type de décor popularisé aux États-Unis dans les années 1920 représente l'architecture et les paysages d'un lieu exotique à ciel ouvert. Conçu par le prolifique décorateur Emmanuel Briffa et démantelé en 1950, le décor fantaisiste du théâtre évoquait, à l'aide de peintures murales en trompe l'oeil, une architecture d'inspiration espagnole. 
En 1950, la salle est remodelée par le décorateur d'origine belge Oscar Glas et une nouvelle marquise est ajoutée.

## Dommages et démolition

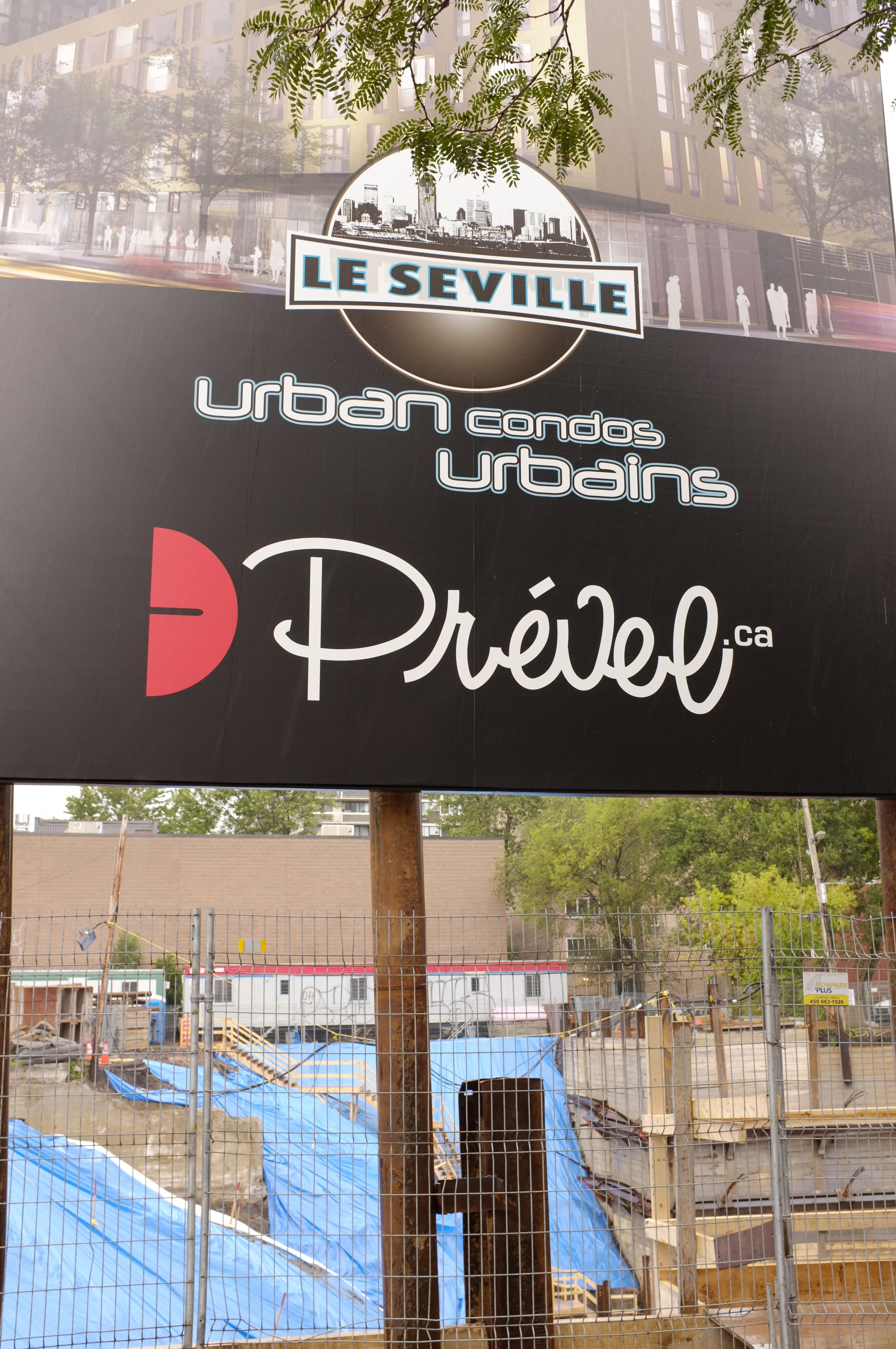
Construction des condos « Le Séville », septembre 2011

Un incendie survenu en 1968 cause d'importants dommages à l'édifice. La marquise érigée en 1950 est jugée dangereuse est démolie en 1990,.   
Aussi en 1990, la ville déclare le Séville un bâtiment patrimonial en raison de son architecture intéressante et de sa valeur historique. La désignation signifie que le bâtiment ne peut pas être démoli et que son extérieur est protégé contre les changements majeurs. L'intérieur n'est pas protégé. 
En 1994, les propriétaires du bâtiment tentent sans succès de renverser la désignation de site historique de la ville. Un mur de briques de 12 par 20 pieds tombe du théâtre sur le trottoir.
En 1998 il est annoncé que l'intérieur de Séville sera vidé pour faire de la place à un immeuble de vente au détail et de bureaux de deux étages est que la façade doit être restaurée. L'intérieur du théâtre est vidé mais ce projet n'est jamais construit.
En 2002, une société à numéro (en) dont l'actionnaire majoritaire est une société contrôlée par Stephen Bronfman dépense 10 millions de dollars pour acheter le Séville et les immeubles voisins.
En 2010, Claridge annonce la construction d'un projet à usage mixte comprenant des condos et des logements abordables sur le site de l'ancien cinéma,,.